# 英格蘭足球聯賽頒獎禮
英格蘭足球聯賽頒獎禮（英語：Football League Awards）是英格蘭足球聯賽三個級別頒予相關足球界人士每年舉行的頒獎典禮。於2006年首次舉辦。

## 獲獎名單
足球聯賽頒獎禮每年頒發多個與聯賽球會、職、球員以至球迷的獎項，以下是每年頒發的部分重要獎項：

### 年度最佳球員
| 年度   | 英冠                          | 英甲                            | 英乙                                         |
| ------ | ----------------------------- | ------------------------------- | -------------------------------------------- |
| 2006年 | （Phil Jagielka），           | 李·特伦德勒（Lee Trundle），    | 卡尔·霍雷（Karl Hawley），                   |
| 2007年 | （Jason Koumas），            | （Billy Sharp），               | （Izale McLeod），米尔顿凯恩斯               |
| 2008年 | （），                        | ，                              | 凯斯·安德鲁斯（Keith Andrews），米尔顿凯恩斯 |
| 2009年 | （Sylvan Ebanks-Blake），狼隊 | 马特·费耶特（Matty Fryatt），   | （Grant Holt），                             |
| 2010年 | （Kevin Nolan），             | （Jermaine Beckford），         | 克雷格·道森（Craig Dawson），罗奇代尔        |
| 2011年 | （Adel Taarabt），            | （Craig Mackail-Smith），       | 瑞恩·洛维（Ryan Lowe），                     |
| 2012年 | （Rickie Lambert），          | （Jordan Rhodes），哈德斯菲爾德 | 马特·里奇（Matt Ritchie），                  |
| 2013年 | （Matěj Vydra），             | 马特·里奇（Matt Ritchie），/    | 汤姆·波普（Tom Pope），                      |

### 年度最佳青年球員
| 年度   | 獲獎人及效力球會                       |
| ------ | -------------------------------------- |
| 2006年 | （David Nugent），普雷斯頓             |
| 2007年 | （Gareth Bale），                      |
| 2008年 | 迈克尔·凯特利（Michael Kightly），狼隊 |
| 2009年 | （Fabian Delph），                     |
| 2010年 | （Nathaniel Clyne），水晶宮            |
| 2011年 | （Connor Wickham），                   |
| 2012年 | （Wilfried Zaha），水晶宮              |
| 2013年 | （Thomas "Tom" Ince），黑池            |

### 年度最佳學徒球員
| 年度   | 英冠                          | 英甲                               | 英乙                                |
| ------ | ----------------------------- | ---------------------------------- | ----------------------------------- |
| 2006年 | （Lewin Nyatanga），          | （Scott Golbourne），              | 伊克基·安亚（Ikechi Anya），        |
| 2007年 | （Chris Gunter），卡迪夫城    | （Joe Skarz），哈德斯菲爾德        | 乔·汤普森（Joe Thompson），羅奇代爾 |
| 2008年 | 马克·贝维斯（Mark Beevers）， | （Daniel Broadbent），哈德斯菲爾德 | 瑞恩·本内特（Ryan Bennett），       |
| 2009年 | （Sean Scannell），水晶宮     | 汤姆·奥尔德雷德（Tom Aldred），    | （Matt Phillips），                 |
| 2010年 | （Adam Matthews），卡迪夫城   | （Tom Adeyemi），                  | 凯尔·海恩斯（Kyle Haynes），        |
| 2011年 | （Connor Wickham），          | 达利·詹宁斯（Dale Jennings），     | 卡丹·哈里斯（Kadeem Harris），      |
| 2012年 | （Gael Bigirimana），         | 乔丹·库辛斯（Jordan Cousins），    | 尼克·鲍威尔（Nick Powell），克魯    |
| 2013年 | （Dimitar Evtimov），         | 卢克·詹姆斯（Luke James），        | 佐治·史基斯（George Sykes），       |

### 年度金球
| 年度   | 獲獎人及效力球會                | 對賽球隊 |
| ------ | ------------------------------- | -------- |
| 2006年 | （Stefan Oakes），              |          |
| 2007年 | （Joe Ledley），卡迪夫城        |          |
| 2008年 | （Jermaine Beckford），         |          |
| 2009年 | （Sylvan Ebanks-Blake），狼隊   |          |
| 2010年 | 尼基·梅纳德（Nicky Maynard），  |          |
| 2011年 | （Dean Furman），               |          |
| 2012年 | （Peter Whittingham），卡迪夫城 |          |
| 2013年 | （Simon Cox），                 | 伯明翰城 |

## 外部連結
- 英格蘭足球聯賽官網：足球聯賽頒獎禮